# Martin Horáček
Martin Horáček (Ivančice, 21 giugno 1980) è un ex calciatore ceco, di ruolo difensore.

## Biografia
Nasce a Ivančice, nel distretto di Brno-venkov, Moravia Meridionale.

## Caratteristiche tecniche
È un difensore centrale

## Carriera

### Club
Dopo aver vestito le maglie di Dolní Kounice e Chmel Blšany, nel 2005 viene acquistato dal Sigma Olomouc che lo preleva a parametro zero. Nel 2007 viene ceduto in prestito con diritto di riscatto ai tedeschi dell'Eintracht Braunschweiger che ne riscattano il cartellino nell'estate del 2007 per 160.000 euro. Tra il gennaio e l'agosto del 2008 gioca nella seconda squadra dell'Eintracht prima di ritornare in patria, a Praga, per vestire la maglia del Bohemians.